# Laringa ochus
Laringa ochus är en fjärilsart som beskrevs av Hans Fruhstorfer 1905. Laringa ochus ingår i släktet Laringa och familjen praktfjärilar. Inga underarter finns listade i Catalogue of Life.